# Flambeau du Centre FC
El Flambeau du Centre FC, también conocido como Flambeau Gitega, es un equipo de fútbol de Burundi que juega en la Primera División de Burundi, la primera categoría nacional.

## Historia
Fue fundado en el año 2011 en la ciudad de Gitega con el nombre Académie Le Messager FC Gitega por un grupo de disidentes de la Academia Le Messager, propiedad del club Le Messager FC de Ngozi. Tres años después logra el ascenso a la Primera División de Burundi, pero la Federación de Fútbol de Burundi les obligó a cambiar su nombre por tener un nombre similar al de Le Messager FC, cambiando su nombre por el que tiene actualmente..
Ganaron su primer título en 2021 al vencer en la final de la Copa de la Unidad al Rukinzo FC por 0-1.
En la temporada 2021/22 gana su primer título de liga luego de vencer en la última fecha al Athletico New Oil por 2-1 en la última jornada del campeonato, y con ello la clasificación a la Liga de Campeones de la CAF 2022-23.

## Palmarés
- Primera División de Burundi: 1

2021/22
- Copa de la Unidad: 1

2020/21